# Ashikaga Satouji
Ashikaga Satouji est un nom japonais traditionnel ; le nom de famille (ou le nom d'école), Ashikaga, précède donc le prénom (ou le nom d'artiste).
Ashikaga Satouji (足利 聡氏, 6 mai 1857-1921 ?) est un samouraï né à fin de l'époque d'Edo, daimyo du domaine de Kitsuregawa (province de Shimotsuke). Descendant direct des shoguns Ashikaga, Satouji, qui reçoit 5 000 koku de revenus, est un obligé des Tokugawa, mais possède de facto le statut de daimyo de 100 000 koku. Satouji devient vicomte (子爵, shishaku) au cours de l'ère Meiji grâce au système du kazoku. On ne sait cependant pas quand il est décédé.

## Source de la traduction
- (en) Cet article est partiellement ou en totalité issu de l’article de Wikipédia en anglais intitulé « Ashikaga Satouji » (voir la liste des auteurs).